# Caenocentrotus gibbosus
Genre
Espèce
Caenocentrotus gibbosus, unique représentant du genre Caenocentrotus, est une espèce d’oursins réguliers de la famille des Echinometridae, que l'on rencontre sur les côtes pacifiques de l'Amérique centrale.

## Description
Caenocentrotus gibbosus est un oursin régulier. Son test (coquille) est arrondi, avec le péristome (bouche) située au centre de la face orale (inférieure) et le périprocte (appareil contenant l'anus et les pores génitaux) à l'opposé, au sommet de la face aborale (supérieure).
Le kina est un oursin de taille moyenne, de couleur violet sombre à marron, avec des piquants (« radioles ») moyennement longs et pointus, parfois plus clairs à la pointe.

## Distribution et habitat
Cette espèce se rencontre sur les côtes pacifiques de l'Amérique centrale (de Panama au Pérou), à faible profondeur sur des substrats rocheux.

## Écologie et comportement
Cet oursin vit à faible profondeur ; il se protège en portant divers objets (coquilles, débris, algues…) au-dessus de lui au moyen de ses podia.